# Ikarotocepheus gruezoi
Ikarotocepheus gruezoi är en kvalsterart som beskrevs av Corpuz-Raros 2004. Ikarotocepheus gruezoi ingår i släktet Ikarotocepheus och familjen Otocepheidae. Inga underarter finns listade i Catalogue of Life.